# كرمة شفوية
الكرمة الشفوية أو عنب أمريكي أو عنب لابروسكا نوع نباتي ينتمي إلى جنس الكرمة من الفصيلة الكرمية. تتبع هذا النوع بعض أصناف العنب الشهيرة مثل كونكورد. نظراً لمقاومتها مرض الفيلوكسرا ولتحملها الظروف المناخية الصعبة وسهولة التجذير، تستعمل سوقه كأصول جذرية تطعم عليها الأصناف الأوروبية (الكرمة النبيذية) المستخدمة لإنتاج العنب والنبيذ.
سميت كذلك لاستعمالها الرئيسي كعنب للأكل.

## البيئة والانتشار
موطنها شرق الولايات المتحدة.

## الوصف النباتي
نبات معمر متسلق. النورات عنقودية. الثمرة عوزة (عنبة).